# 寧陽戰鬥
寧陽戰鬥發生於1928年4月16日－4月19日，交戰地點則是在中國魯南，是中華民國北洋政府時期的戰鬥之一。寧陽戰鬥的交戰雙方，一方為國民革命軍，另一方北洋直軍。交戰過程中，兩軍激戰汶上，新嘉驛，終戰後，國民革命軍奪取寧陽。

## 參看
- 中華民國北洋政府時期內戰戰鬥列表